# Килмейнем (Мит)
Килмейнем (англ. Kilmainham; ирл. Cill Mhaighneann) — деревня в Ирландии, находится в графстве Мит (провинция Ленстер).

## Демография
Население — 330 человек (по переписи 2006 года). В 2002 году население составляло 237 человек. 
Данные переписи 2006 года:
| Общие демографические показатели |               |                               |                               |      |      |
| Всё население                    | Всё население | Изменения населения 2002—2006 | Изменения населения 2002—2006 | 2006 | 2006 |
| 2002                             | 2006          | чел.                          | %                             | муж. | жен. |
| 237                              | 330           | 93                            | 39,2                          | 146  | 184  |